# ویرا کارالی
ویرا آلکسیوونا کارالی (روسی: Вера Алексеевна Каралли؛ ۲۷ ژوئیهٔ ۱۸۸۹ – ۱۶ نوامبر ۱۹۷۲) رقصنده باله و بازیگر اهل امپراتوری روسیه بود.
از فیلم‌هایی که وی در آن‌ها نقش داشته‌است، می‌توان به جنگ و صلح اشاره نمود.